# 大叶相思
大葉相思（學名：Acacia auriculiformis），別稱馬占相思(Acacia Mangium)、耳果相思（廣東）、耳葉相思、耳莢相思、澳洲相思及阿列克栲等，為豆科金合歡屬植物。大葉相思種子約每公斤有47000顆。

## 分佈
原產於巴布亞新幾內亞、澳洲北部及新西蘭等地，中國國內分佈於海南、廣西、廣東、香港、福建及浙江溫州等地有引種。

## 用途
本種生長迅速，耐旱適應力強，能於貧瘠土地上生長，可作防護、園林之用，同為蜜源樹種。可供作原料，木材結構細緻，強度較大，可供作農具、家具、建築、薪碳及紙漿之用。

## 形態特徵
大葉相思是一種常綠喬木植物，高約8米，高可達30米。樹皮平滑，無毛及無刺，縱裂，灰白色，枝條下垂；小枝綠色，具棱，皮孔顯著，無毛。

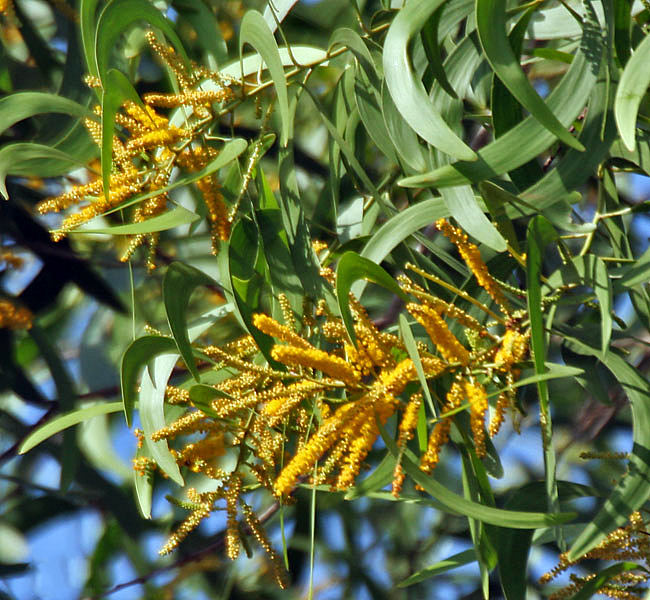
产于印度西孟加拉邦加尔各答的大叶相思的花与叶

### 葉
幼苗時第一片真葉為羽狀複葉，成長後真葉退化成葉狀柄；葉柄特化呈葉片狀，鐮刀狀長圓形，彎曲，兩端漸狹，革質，兩面均綠色，表面光滑，具3－7條較顯著的突起狀平行脈，基出，近基部具一個褐色突起的腺體，全緣，單葉互生，長約5－20厘米，寬約1.2－6厘米；葉托淡褐色，卵形，細小。

### 花
花為穗狀花序，1至數枚簇生於葉腋或枝頂，長約3.5－10厘米；花細小，有香味；萼片鐘狀或漏斗狀，合生，先端5淺齒裂，等長，長約0.5－1毫米；花冠5裂，橙黃色，具明顯的中脈；花瓣5枚，長圓形，展開時向外反曲，長約1.5－2毫米；雄蕊多數，長約2.5－3.5毫米；花絲長約2.5－4毫米；子房卵形，密披銀白色短毛，長約1毫米；花柱線形，長約3毫米。

### 果
果為莢果，成熟時呈盤旋狀，耳狀彎曲，狀似耳朵，近木質，先端具喙，成熟時開裂，內縫線有波狀缺刻，長約5－8厘米，寬約8－12毫米；果瓣木質；珠柄折疊在種子的邊緣，金黃色，長可達5厘米；每果約有5－12顆種子，種子卵形或橢圓形，扁平，黑褐色，有光澤，長約0.6厘米。

## 外部連結
- （简体中文）. 中國自然標本館物种相册.   [2011-08-21].[]
- （简体中文）. 中國植物圖像庫.   [2011-08-21].[]
- （简体中文）. 重慶市園林綠化科學研究所.   [2011-08-21].[永久]
- （简体中文）. 植物通.   [2011-08-21]. （原始内容存档于2020-02-01）.
- . 香港植物標本室.   [2011-08-21].[永久]
- . 康樂及文化事務署綠化香港運動.   [2011-08-24]. （原始内容存档于2010-08-13）.
- . 柴娃娃植物網.   [2011-08-21]. （原始内容存档于2020-02-01）.
- . 台灣植物資訊整合查詢系統.   [2011-08-21].
- . 臺灣本土植物資料庫.   [2011-08-21]. （原始内容存档于2020-02-01）.